# Prophetenmeister
Als Prophetenmeister oder manchmal auch Meister der Propheten vom Rottweiler Kapellenturm wird der mittelalterliche Bildhauer bezeichnet, der um 1350 den Figurenzyklus der Propheten mit Maria vom Turm der Kapellenkirche in Rottweil geschaffen hat. Er wird manchmal auch als Rottweiler Marienmeister bezeichnet.
Der um 1300 erbaute und 1313 zum ersten Mal urkundlich erwähnte Kapellenturm gilt als ein bedeutender gotischer Kirchturm und sein Schmuck aus Sandstein als wichtiges Beispiel der gotischen Monumentalplastik in der Region Schwaben. Der Prophetenzyklus mit Maria von der Südseite des Turmes steht in programmatischem Zusammenhang mit dem fast zeitgleich geschaffenen Zyklus der Apostel des Neuen Testamentes mit Christus von der Westseite des Turmes. Der Apostelzyklus wurde aber von einem anderen, ebenfalls namentlich nicht bekannten und als Apostelmeister bezeichneten Bildhauer erstellt.
Die Figuren der Propheten mit Maria und der der Apostel mit Christus wurden zwischen 1891 und 1907 abgenommen und bis heute in der Kunstsammlung Lorenzkapelle Rottweil ausgestellt. Zusammen mit der Sammlung anderer Skulpturen der Kapellenkirche werden sie dort als ein Beispiel der großartigen Rottweiler Steinmetzkunst des 14. Jahrhunderts aus der Rottweiler Bauhütte und Sandsteinplastik mit einem fast eigenständigen Rottweiler Stil gesehen.
Der Prophetenmeister steht unter dem  Einfluss der gotischen Plastik Frankreichs und scheint das Werk anderer Bauhütten wie Straßburg und Freiburg im Breisgau zu kennen. Sein Stil findet sich in der Region beispielsweise auch in Augsburg. Ob aber Arbeiten am Augsburger Dom, die stilistisch dem Prophetenmeister und seinem Rottweiler Stil nahestehen, vielleicht sogar vom Meister selbst als Mitarbeiter in Augsburg geschaffen wurden oder ob die Bauhütte in Augsburg zu seiner Zeit eventuell ein Ableger von Rottweil war, wurde in Fachkreisen widersprüchlich diskutiert; es könnte auch sein, dass die Beeinflussung in umgekehrter Richtung ging und Rottweil von Augsburg seine Impulse zu den bedeutenden Plastiken der Zeit um 1350 erhielt. Auf jeden Fall war der Prophetenmeister ein führender Meister in Rottweil und hat den Stil dort vorwärts entwickelt, eventuell nach einem kurzen Aufenthalt in Augsburg.